# David Goodall
David William Goodall AM (Edmonton, Londres, 4 de abril de 1914 – Liestal, 10 de maio de 2018) foi um botânico e ecologista australiano. Foi influente no desenvolvimento inicial de métodos numéricos em ecologia, particularmente no estudo da vegetação.
Defensor do suicídio assistido, Godall morreu desta forma em 10 de maio de 2018, após afirmar que sua qualidade de vida havia piorado muito com o passar do tempo.

## Educação
Goodall completou seu grau de Bachelor of Science em 1935 seguido por um Doctor of Philosophy  em 1941, ambos na Universidade de Londres (Imperial College of Science and Technology). Suas pesquisas de doutorado foram conduzidas na East Malling Research Station em Kent sobre assimilação na planta do tomate.

## Pesquisa e carreira
Em 1948 foi para a Austrália, onde foi lecturer sênior de botânica na Universidade de Melbourne. De 1952 a 1954 foi reader de botânica na Universidade de Gana. Recebeu um grau de Doctor of Science na Universidade de Melbourne em 1953. Retornou então para a Inglaterra, para assumir a posição de professor de botânica agrícola na Universidade de Reading em 1954–1956. De 1956 a 1967 foi cientista pesquisador em várias divisões da Commonwealth Scientific and Industrial Research Organisation (CSIRO) na Austrália, e depois professor de biologia na Universidade da Califórnia, Estados Unidos, 1967–1968, e professor de sistemas ecológicos na Universidade do Estado de Utah, Estados Unidos, 1968–1974. Para o resto de sua carreira foi afiliado novamente ao CSIRO, e aposentou-se em 1979.
Em dezembro de 2016 foi noticiado que Goodall ainda estava ativo como pesquisador associado honorário no Centre for Ecosystem Management na Universidade Edith Cowan e editor-chefe da série Ecosystems of the World. Naquela época foi considerado ser o cientista mais velho ainda trabalhando na Austrália.

### Publicações selecionadas
- "A probabilistic similarity index"[7]
- "Some considerations in the use of point quadrats for the analysis of vegetation"[8]
- "Classification, probability, and utility"[9]
- "Hypothesis-testing in classification"[10]
- "Numerical taxonomy of bacteria – some published data re-examined"[11]
- "The distribution of the matching coefficient"[12]
- Ecosystems of the World, 36 volumes published in the series 1974[6] to date by Elsevier, Amsterdam) with Goodall as Editor-in-Chief. He also co-authored two of the volumes, Mediterranean-type Shrublands[13] and Hot Deserts and Arid Shrublands.[14]
- "Identification of unknowns within a probabilistic system: The diagnostic value of attributes"[15]

### Prêmios e honrarias
Goodall foi promovido a doctor honoris causa da Universidade de Trieste, Itália, em 1990.
Goodall tornou-se um centenário em abril de 2014. Na lista 2016 Australia Day Honours Goodall foi eleito membro da Ordem da Austrália.

## Vida privada
Goodall defende a legalização da eutanásia voluntária, sendo membro da Exit International por mais de vinte anos. Em 30 de abril de 2018 Goodall anunciou sua eutanásia planejada para maio daquele ano, para ocorrer na Suíça. Tendo sua qualidade de vida se deteriorando, ele expressou publicamente tristeza por sobreviver em uma idade tão avançada.
Uma entrevista com Goodall revelou que ele está planejando viajar para Liestal, Suíça, onde uma clínica aprovou sua morte assistida. O custo de A$ 20 000 para sua viagem foi levantado pela Exit International. "Não quero ir para a Suíça, embora seja um país bonito. Mas tenho que fazer isso para ter a oportunidade de suicídio que o sistema australiano não permite. Sinto-me muito ressentido. "" [A família] percebe como minha vida é insatisfatória aqui, insatisfatória em quase todos os aspectos. Quanto mais cedo terminar, melhor. "" Sinto que uma pessoa idosa como eu deveria ter plenos direitos de cidadania, incluindo o direito ao suicídio assistido.," disse ele.